# Jamides campanulata
Jamides campanulata är en fjärilsart som beskrevs av Butler 1884. Jamides campanulata ingår i släktet Jamides och familjen juvelvingar. Inga underarter finns listade i Catalogue of Life.